# أولفا إصبعية
أولفا إصبعية (الاسم العلمي:Ulva digitata) هي نوع من الطحالب خضراء يتبع جنس الأولفا من الفصيلة الأولفاوية.